# Qıçatan
Qıçatan è un comune dell'Azerbaigian situato nel distretto di İsmayıllı. Conta una popolazione di 148 abitanti.